# Tartarato de sódio
Tartarato de sódio (Na2C4H4O6) é o composto orgânico, sal do ácido tartárico, plenamente neutralizado, de sódio, usado como um emulsificante e um agente de ligação em alimentos tais como geléias, margarina e tripas para embutidos de carne. Como um aditivo alimentar, é conhecido pelo número E E335.
Devido a sua estrutura cristalina capturar uma quantidade muito precisa de água, é também um padrão primário comum para a titulação de Karl Fischer, uma técnica comum para testar o teor de água.